# 普雷德拉格·德罗布尼亚克
普雷德拉格·“佩贾”·德罗布尼亚克（1975年10月27日—），黑山篮球运动员，曾效力于美国NBA联盟。他在1997年的NBA选秀中第2轮第20顺位被华盛顿奇才选中。